# Yampa
Yampa é uma cidade  localizada no estado americano de Colorado, no Condado de Routt.

## Demografia
Segundo o censo americano de 2000, a sua população era de 443 habitantes.
Em 2006, foi estimada uma população de 413, um decréscimo de 30 (-6.8%).

## Geografia
De acordo com o United States Census Bureau tem uma área de 0,6 km², dos quais 0,6 km² cobertos por terra e 0,0 km² cobertos por água. Yampa localiza-se a aproximadamente 2267 m acima do nível do mar.

## Localidades na vizinhança
O diagrama seguinte representa as localidades num raio de 56 km ao redor de Yampa.